# Кулебякин, Емельян Феоктистович
Емелья́н Феокти́стович Кулебя́кин (1925—1967) — российский и советский художник.

## Биография
Родился 7 августа 1925 года в селе Макарово Иркутской области.
В 1935 году, после смерти его отца, вся семья переехала в село Лосинки в Московскую область. В 1943 году призван в армию и воевал до 1944 года, ранен, восемь месяцев провёл в госпиталях.
В 1949 году окончил Одесское художественное училище, с 1950 по 1952 год учился в Московском художественном институте прикладного искусства, в 1956 году окончил Ленинградское высшее художественно-промышленное училище имени Веры Игнатьевны Мухиной по монументальному отделению. Дипломная работа — картина «Андрей Рублёв».
В 1960 году принят в члены Союза художников СССР. В 1957—1967 годах принимал участие во всесоюзных и международных художественных выставках. С 1960 года работал в Доме творчества имени Д. Н. Кардовского в городе Переславле.
Скончался 8 июня 1967 года, похоронен в Москве на Ваганьковском кладбище.

## Творчество
- Дипломная картина «Андрей Рублёв» (1956) хранится в музее В. И. Мухиной в Санкт-Петербурге[1].
- Другая картина «Андрей Рублёв» (1957) хранится в Костромском музее изобразительных искусств[1].
- В списке основных произведений Кулебякина указано тридцать две работы, посвящённые городу Переславлю[1].
- Произведения Кулебякина хранятся в собрании Жанны Алексеевны Абрашкиной в городе Переславле[1].